# Zoo Records
La Zoo Records è stata un'etichetta discografica indipendente britannica, formata da Bill Drummond e David Balfe nel 1978. La Zoo nacque allo scopo di realizzare i lavori dei Big in Japan (la prima uscita dell'etichetta fu proprio l'EP  From Y To Z and Never Again). L'etichetta produsse anche due singoli dei Lori and the Chameleons, il gruppo che Balfe e Drummond formarono dopo lo scioglimento dei Big in Japan. La Zoo Records realizzò anche i primi lavori dei The Teardrop Explodes e degli Echo & the Bunnymen.
Solo due album furono realizzati dalla label: una compilazione di brani di Scott Walker assemblata da Julian Cope, intitolata Fire Escape in the Sky, ed una compilazione dei gruppi afferenti alla label: To the Shores of Lake Placid.